# Stanisław Kracik
Stanisław Kracik (né le 10 septembre 1950 à Spytkowice (powiat de Nowy Targ en Petite-Pologne) est un homme politique polonais, député à la diète polonaise de 1993 à 2001, élu local de 1990 à 2009, puis de 2009 à décembre 2011 voïvode de Petite-Pologne.

## Biographie

### Formation
Stanisław Kracik est diplômé de la faculté d'électronique de l'École des mines et de la métallurgie de Cracovie (Akademia Górniczo-Hutnicza im. Stanisława Staszica

### Fonctions politiques
De 1990 à 2009, il est bourgmestre de Niepołomice, ville de Petite-Pologne, proche de Cracovie (réélu en 2002 et 2006 au suffrage universel direct). Durant ses mandats, sa commune de 8 000 habitants attire environ 1 300 entreprises nouvelles, comme Coca-Cola, MAN, Royal Canin, Oknoplast, DHL, ainsi de nombreuses sociétés familiales solides et il crée des équipements sportifs et de loisirs pour les habitants, se faisant une excellente image auprès de la population. Durant cette période, le château Renaissance de Niepołomice, laissé longtemps à l'abandon, est rénové et accueille désormais un musée, un hôtel de prestige et un centre de conférences.
Il est élu comme député à la diète en 1993 (sous l'étiquette de l'Union démocratique (Unia Demokratyczna) et en 1997 au titre de l'Union pour la Liberté (Unia Wolności et échoue à entrer ensuite au sénat en 2001.
Il envisage de poser sa candidature à la mairie de Cracovie au titre de la Plateforme Civique en 2006, mais doit y renoncer en raison d'une affaire de prime d'assurance non payée
Il démissionne le 21 octobre 2009 de son poste de bourgmestre de Niepołomice pour devenir voïvode de Petite-Pologne en remplacement de Jerzy Miller devenu ministre de l'Intérieur.
En 2010, il est candidat soutenu par la Plateforme Civique (Platforma Obywatelska (PO)) pour la mairie de Cracovie, mais le maire sortant Jacek Majchrowski est réélu, avec le soutien de la gauche, pour un troisième mandat avec 59,55 % des voix contre 40,45 %.
Aux élections parlementaires de 2011, il ne parvient pas obtenir le poste de sénateur auquel il s'était présenté malgré un score honorable.
En décembre 2011, il "rend" le fauteuil de voïvode à Jerzy Miller qui vient de quitter le gouvernement.

## Sources
1. ↑  http://wybory.onet.pl/samorzadowe-2010/miasta/krakow,28241,miasto.html Wybory Samorządowe 2010. Miasta. Kraków
2. ↑  PKW: prezydentem Krakowa pozostanie Majchrowski
3. ↑  « stanislawkracik.pl/?p=1108 »(Archive.org • Wikiwix • Archive.is • Google • Que faire ?).
4. ↑  « http://www.gazetakrakowska.pl/artykul/482430,jerzy-miller-ponownie-wojewoda-malopolskim,id,t.html »(Archive.org • Wikiwix • Archive.is • Google • Que faire ?)

- Strona sejmowa posła III kadencji